# Kòkako de l'illa del Nord
El kòkako de l'illa del Nord (Callaeas wilsoni) és una espècie d'ocell de la família dels cal·leids (Callaeidae).

## Hàbitat i distribució
Habita els boscos de l'illa del Nord, a Nova Zelanda.